# شون كامبل (سياسي)
شون كامبل (بالإنجليزية: Seán Campbell)‏ هو نقابي وسياسي أيرلندي، ولد في 1889، وتوفي في 27 فبراير 1950.

## مناصب
- انتخب عضو مجلس الشيوخ من أيرلندا عن دائرة Labour Panel [الإنجليزية]‏ وقد انضم خلال فترته النيابية ‏ (7 سبتمبر 1938 – 14 يوليو 1943)  للكتلة البرلمانية حزب العمال (جمهورية أيرلندا).
- انتخب عضو مجلس الشيوخ من أيرلندا عن دائرة الأعضاء المعينون في مجلس الشيوخ الأيرلندي [الإنجليزية]‏ وقد انضم خلال فترته النيابية ‏ (8 سبتمبر 1943 – 5 يوليو 1944)  للكتلة البرلمانية حزب العمال (جمهورية أيرلندا).
- انتخب عضو مجلس الشيوخ من أيرلندا عن دائرة الأعضاء المعينون في مجلس الشيوخ الأيرلندي [الإنجليزية]‏ وقد انضم خلال فترته النيابية ‏ (18 أغسطس 1944 – 12 مارس 1948)  للكتلة البرلمانية حزب العمال (جمهورية أيرلندا).
- انتخب عضو مجلس الشيوخ من أيرلندا عن دائرة Labour Panel [الإنجليزية]‏ وقد انضم خلال فترته النيابية ‏ (21 أبريل 1948 – 27 فبراير 1950)  للكتلة البرلمانية حزب العمال (جمهورية أيرلندا).